# Бутурлина, Анна Владимировна
А́нна Влади́мировна Бутурлина́ (род. 31 мая 1977, Москва, РСФСР, СССР) — российская джазовая певица и актриса мюзикла. Первая в истории российская певица, которая выступила на церемонии вручения премии «Оскар» в Лос-Анджелесе.

## Биография
Анна Бутурлина родилась 31 мая 1977 года в Москве. В 6 лет поступила в музыкальную школу №1 им. С.Прокофьева, которую окончила по классу фортепиано. Блестяще окончив музыкальную школу в 1992 году поступает в училище имени Гнесиных на дирижёрско-хоровое отделение (класс педагога Кузнецовой Елены Владимировны). На третьем курсе обучения Бутурлина начала петь джаз и после окончания училища в 1996 году поступила в РАМ им. Гнесиных на эстрадно-джазовое отделение(класс педагога Олизарова Юрия Ивановича). Окончила Академию в 2000 году.
Дебют певицы состоялся в декабре 1996 года с ансамблем Ивана Фармаковского на фестивале «Московская осень».
В 19 лет стала солисткой МКС биг-бэнда под управлением Анатолия Кролла. Выступала и записывалась с такими джазовыми музыкантами как: Георгий Гаранян, Лев Кушнир, Игорь Бутман, Алексей Кузнецов, Алекс Ростоцкий, Яков Окунь, Владимир Данилин, Даниил Крамер и другие…
Гастролировала с диксилендом «Moscow Ragtime Band» и биг-бэндом РАМ им. Гнесиных под управлением Владимира Андреева.  В 1998 году началось сотрудничество с ансамблем «JAZZ-ACCORD». 23 ноября 1998 года в студии РАМ им. Гнесиных была сделана первая аудио-запись с ансамблем «Разные люди», куда вошли знаменитые джазовые стандарты.
В августе 1998 года выступила на 1-м Московском международном фестивале «Джаз в саду „Эрмитаж“» в качестве солистки оркестра «Горячая Девятка» под управлением Всеволода Данилочкина. В сентябре того же года Бутурлина выступила с джазовой программой на кинофестивале «Киношок». В декабре 1998 года выступила со своей первой сольной программой на 4-м международном фестивале вокального джаза «Джазовые голоса» в Москве.
В 1999 году гастролировала по стране с Даниилом Крамером и в составе ансамбля Алекса Ростоцкого.
В 2002 году на лейбле «Evergeen Records» вышел дебютный альбом «Black Coffee». Live-альбом был представлен в октябре того же года.
В марте 2002 года предстала в амплуа актрисы мюзикла, сыграв одну из двух главных ролей в мюзикле «Дракула».
Летом 2002 года в Чехии вышел сингл Бутурлиной «Tajemstvi» (чешск. Таинство), который стал одной из самых популярных композиций сезона и попал в хит-парад Европы.
В 2004-2005 гг. была солисткой оркестра Игоря Бутмана. С 2005 года и по сегодняшний день сотрудничает с Российским государственным симфоническим оркестром кинематографии под управлением Сергея Скрипки. Сотрудничала с оркестром Олега Лундстрема (ныне Государственный камерный оркестр джазовой музыки имени Олега Лундстрема) под управлением самого Олега Леонидовича. Также сотрудничала с композиторами Андреем Эшпаем и Юрием Саульским.
В разное время участвовала в записях радио-мюзиклов, а также записывала вокальные партии для фильмов.
В 2006 году был выпущен второй сольный диск Анны Бутурлиной «My Favorite Songs» на том же лейбле, что и первый диск — «Evergeen Records».
В 2009 году Анна Бутурлина стала организатором Первого московского конкурса молодых джазовых вокалистов.
В этом же году начала сотрудничать с компанией Disney и предстала в ещё одном амплуа — актриса дубляжа. Анна озвучила принцессу Тиану из мультфильма «Принцесса и лягушка».
С 2011 по 2019 г. — исполнительница главной роли в мюзикле «Пенелопа, или 2+2» на музыку Геннадия Гладкова в Театре Стаса Намина.
С 2012 по 2019 г. — солистка Государственного камерного оркестра джазовой музыки им. Лундстрема.
В 2013 году озвучила королеву Эльзу из мультфильма «Холодное сердце» компании Disney. Песня «Отпусти и забудь» в исполнении Анны имела невероятную известность.
В январе 2015 года Бутурлина снова выступила продюсером и организатором джазового фестиваля "Джазовый рупор Москвы".
7 мая 2015 года в составе Государственного камерного оркестра джазовой музыки имени Олега Лундстрема выступила в Генеральной Ассамблее ООН в Нью-Йорке.
В 2017 году выпустила сразу три диска: «Всё это джаз», «Осторожно „музыка“» («Мелодия») и «Ключ от королевства» («ArtBeat Music»).
В 2019 году вернулась к озвучиванию королевы Эльзы из анимационного фильма «Холодное сердце 2».
10 февраля 2020 года Бутурлина приняла участие в церемонии награждения американской киноакадемии Оскар и исполнила отрывок из песни «Вновь за горизонт» (англ. «Into the unknown») из мультфильма «Холодное сердце 2». На данный момент Анна первая и единственная в истории российская певица, которая выступила на церемонии вручения премии «Оскар» в Лос-Анджелесе.
С марта 2022 Анна — солистка Академического Большого концертного оркестра имени Ю. В. Силантьева под управлением Александра Клевицкого.

## Личная жизнь
Есть две дочери — Евдокия (род. 13 января 2006) и Антонина (род. 3 сентября 2016).

## Творчество

### Концерты
- «Джазовый акцент: песни советских кинофильмов», 2013 г.[22]
- «МИ-12», 2014 г.
- «Женские киноистории…», 2016 г.
- «Джаз в двух действиях», 2017 г.

### Фестивали
- «Джазовый рупор Москвы», 8 января 2015 г.

### Мюзиклы
- 2002 — «Дракула» — Адриана/Сандра, (реж. Йозеф Беднарик)
- 2011-2019 гг. — «Пенелопа, или 2+2» — Пенелопа, (реж. Геннадий Гладков)

### Музыкальные альбомы
- «Black Coffee», 2002 г.
- «My Favorite Songs», 2006 г.
- «Всё это джаз», 2017 г.
- «Осторожно <музыка>»[23][24], 2017 г.
- «Ключ от королевства»[25], 2017 г.

### Синглы
• 2002 — «Tajemstvi»
• 2017 — «From this moment on»
• 2020 — «Скрипка-осень»
• 2021 — «Мечтатели»
• 2022 — «Не любя»
• 2022 — «Зимний Джаз» (вместе с Александром Клевицким )

### Вокальные партии для фильмов
- Трио, 2003 г.
- 4 таксиста и собака, 2004 г.
- Блюз опадающих листьев, 2006 г.
- Ностальгия по будущему, 2007 г.

### Озвучивание
- 2009 — Принцесса и лягушка — Тиана[26]
- 2009 — Феи: Потерянное сокровище (вокал)
- 2010 — Феи: Волшебное спасение (вокал)
- 2012 — Феи: Тайна зимнего леса (вокал)
- 2013 — Холодное сердце — Эльза
- 2015 — Холодное торжество — Эльза
- 2017 — Олаф и холодное приключение — Эльза
- 2018 — Ральф против интернета — Эльза
- 2019 — Холодное сердце 2 — Эльза[27]

## Награды
- Лауреат 4-го Всероссийского конкурса молодых джазовых исполнителей. (Ростов-на-Дону, 2000 г.)[12]
- Гран-при Конкурса джазовых вокалистов. (Москва, 2004 г.)[28]
- Лауреат Международного конкурса джазовых вокалисток «Lady Summertime». (Финляндия, 2008 г.)[12]
- Лауреат Международного конкурса джазовых вокалистов «Jazz Voices». (Литва, 2010)[12]